# Ansã (Pérsia)

Localização de Ansã dentro do Império Elamita. A extensão aproximada da Idade do Bronze do Golfo Pérsico é mostrada.

Ansã (em persa: انشان; romaniz.: Anšan), também conhecido como Anzã (em sumério: 𒀭𒍝𒀭; romaniz.: Anzan), é um sítio arqueológico no planalto Iraniano, atualmente chamado de Tepe Maliã, situado a 36 quilômetros a noroeste da moderna Xiraz, na cordilheira de Zagros, na província de Fars, sudoeste do Irã. Foi a cidade capital original do Elão no III milênio a.C.. 

## História
Ansã se destacou por volta de 2 350 a.C., no período do Império Acádio, onde se passou como uma cidade inimiga da dinastia sargônica. A partir dos séculos XIII e XII a.C., os reis de Elão adotavam o título "Rei de Ansã e Susã", geralmente quando estes invadiam periodicamente as cidades babilônicas.
Ansã passou ao controle aquemênida no século VII a.C., capturada por Teispes (r. 675–640 a.C.),[carece de fontes?] que passou a se intitular "Rei da Cidade de Ansã". Ao longo do século seguinte, Ansã foi um reino menor no decadente Elão, até que os aquemênidas no século VI a.C. lançaram-se, a partir de Ansã, em um período de conquista, prelúdio do que viria a ser o Império Aquemênida.
Não se deve confundir a Ansã iraniana com a moderna Anzã, c. de 50 km a leste de Ahar, na província do Azerbaijão Oriental, noroeste do Irã.

## Reis de Ansã
- Teispes;[3]
- Ciro I,[3] filho ou descendente de Teispes;
- Cambises I, filho de Ciro I;[3]
- Ciro II, filho do Cambises I.[3]